# Orden del Águila Blanca (Serbia)
La Orden del Águila Blanca fue una Orden Real en el Reino de Serbia (1883-1918) y el Reino de Yugoslavia (1918-1945). El rey Milán I de Serbia instituyó la Orden del Águila Blanca el 23 de enero de 1883, al mismo tiempo que la Orden de San Sava. La Orden tuvo cinco clases y fue conferida a ciudadanos serbios y yugoslavos por hazañas hechas en tiempos de paz o guerra, o por méritos especiales hacia la Corona, el estado y nación. En el periodo entre 1883 y 1898 la Orden del Águila Blanca fue el premio más alto en el Reino de Serbia. En 1898 la Orden Real de Miloš el Grande tomó precedencia sobre la del Águila Blanca, y en 1904 la anterior fue reemplazada por la Orden de la Estrella de Karadjordje.
Después de su accesión al trono en 1903, el rey Pedro I de Serbia continuó otorgando la Orden del Águila Blanca, pero en el reverso del medallón figuraba el año de la proclamación del Reino (1883) en vez de la cifra de Milan I.
|                         |
| Placa e insignia (1893) |

El águila blanca exhibiendo sus alas fue restablecida como Armas Estatales de Serbia, símbolo que desciende desde los emperadores de Bizancio. La orden tuvo una División de Mérito en Combate (Guerra), con espadas cruzadas entre la corona real y las cabezas del águila (bicefalía), esta fue instituida en 1915, y conferida para premiar la conspicua valentía de los oficiales en el campo de batalla.
La Orden es otorgada por la corona. Los galardones recientes incluyen el último Gran Maestro de la Soberana Orden de San Juan, fray Ángelo de Mojana di Cologna, así como fue concedida póstumamente a tres miembros del Consejo de la Corona.
La orden fue des-establecida en 1945, con el fin de la monarquía, pero el estado de esta condecoración continuó en la República Federativa Socialista de Yugoslavia (SFRY) para la División de Mérito en Guerra de esta decoración.

## Descripción
La Orden del Águila Blanca fue organizada en cinco grados o clases, y podía ser otorgada con espadas para los servicios militares, y con o sin espadas para el mérito civil:
| Orden del Águila Blanca             | Orden del Águila Blanca  | Orden del Águila Blanca | Orden del Águila Blanca | Orden del Águila Blanca                                       | Orden del Águila Blanca |
| 1.er Grado: Gran Cruz               | 2.do Grado: Gran Oficial | 3.er Grado: Comendador  | 4.to Grado: Oficial     | 5.to Grado: Caballero                                         |                         |
| ----------------------------------- | ------------------------ | ----------------------- | ----------------------- | ------------------------------------------------------------- | ----------------------- |
| Banda e Insignia de la Orden        |                          |                         |                         |                                                               |                         |
|                                     |                          |                         |                         |                                                               |                         |
| Orden del Águila Blanca con Espadas |                          |                         |                         |                                                               |                         |
| 1.er Grado: Gran Cruz               | 2.do Grado: Gran Oficial | 3.er Grado: Comendador  | 4.to Grado: Oficial     | 5.to Grado: Caballero                                         |                         |
|                                     |                          |                         |                         | Anverso y Reverso de la Medalla de Caballero (entre 1915-1918 |                         |
|                                     |                          |                         |                         |                                                               |                         |

La banda de la Orden es lucida desde el hombro izquierdo a la cadera derecha.